# Charly Graf
Charles „Charly“ Graf (* 16. November 1951 in Mannheim) ist ein ehemaliger deutscher Profiboxer im Schwergewicht. Grafs bewegtes Leben als „schwarzes Besatzungs-“ und „Mischlingskind“, „Barackenkind“, Boxer, Krimineller, Häftling und deutscher Boxchampion 1985 sowie später als „Geläuterter“ und Sozialarbeiter wurde u. a. in drei Dokumentarfilmen und seiner Autobiografie verarbeitet.

## Lebensstationen

### Herkunft, Kindheit, Jugend
Charles „Charly“ Graf wurde in der Nachkriegszeit als unehelicher Sohn der deutschen Arbeiterin Elisabeth Graf und des afroamerikanischen Soldaten Charles Blackwell geboren. Sein Vater gehörte den US-Streitkräften an, führte damals den Dienstrang eines Gefreiten und war als Besatzungssoldat bzw. im Rahmen des Kalten Krieges in Westdeutschland stationiert. Er wurde kurz nach der Geburt seines Sohnes in die USA zurückkommandiert.
Charly Graf wuchs im damaligen Barackenviertel, den sogenannten Benz-Baracken, im Mannheimer Stadtteil Waldhof auf; einer Wohnsiedlung mit „Einfachstwohnungen“, die nördlich der Oberen Riedstraße in Waldhof-Ost gelegen war. Die Behelfssiedlung war von der Stadt Mannheim für Bewohner gebaut worden, die nicht mehr die Mieten für Sozialwohnungen zahlen konnten. In dem Barackenviertel „herrschte Armut mit allen dazugehörigen Problemen“.
Graf war aufgrund seiner Abstammung als unehelich geborenes „Besatzungskind“ und seiner Hautfarbe als „Mischlingskind“ diversen versteckten und offenen Diskriminierungen ausgesetzt, vergleichbar wie bei den „Brown Babies“ der eigentlichen Besatzungszeit nach Ende des Zweiten Weltkriegs. Zudem war er auch aufgrund seiner Herkunft als „Barackenkind“ bzw. ugs. „Barackler“ aus dem stadtbekannten Baracken- und Armenviertel in Mannheim-Waldhof als Außenseiter abgestempelt. Anerkennung fand er nur im Sport.

### Laufbahn als Boxer

#### Amateurkarriere
1969 wurde Charly Graf deutscher Jugendmeister der Gewichtheber im Mittelschwergewicht und Zweiter bei den deutschen Junioren-Boxmeisterschaften im Schwergewicht.

#### Profikarriere
Am 14. November 1969 gab Graf, der damals von den Medien als „Ali vom Waldhof“ angekündigt wurde, sein Debüt als Profiboxer. Seine Lehre als Spengler hatte er zuvor abgebrochen. Da er erst 17 Jahre alt war, erhielt er vom BDB eine Sondergenehmigung und schlug in der Frankfurter Festhalle Lutwin Hahn in der ersten Runde k.o. „Der sieht aus wie eine Million Dollar“ schwärmte sein Promoter Joachim Göttert, die Medien jubelten ihn zum „Cassius Clay vom Waldhof“ hoch und verfassten Überschriften wie „Deutschlands brauner Bomber“. Er war zu diesem Zeitpunkt ca. 90 kg schwer. Nach sechs schnellen k.o.-Siegen gegen Gegner mit negativer Kampfbilanz verlor Graf bei seinem ersten echten Test gegen den jugoslawischen Profi Ivan Prebeg, der bis Jahresanfang Europameister im Halbschwergewicht gewesen war, am 2. Oktober 1970 in der sechsten Runde durch k.o.
Diese Niederlage bremste seinen sportlichen Eifer. Graf geriet ins Mannheimer Rotlichtmilieu und wurde letztlich kriminell. Wegen Glücksspiels, Zuhälterei und Rohheitsdelikten saß er mit Unterbrechungen insgesamt rund zehn Jahre in Haft. Als er seine kranke Mutter nicht besuchen durfte, zettelte er 1980 in der JVA Mannheim eine Gefängnismeuterei an und wurde daraufhin in die JVA Stuttgart-Stammheim verlegt. Dort lernte Graf beim regelmäßigen Hofgang den früheren RAF-Terroristen Peter-Jürgen Boock kennen. Die beiden freundeten sich an und Boock brachte Graf nicht nur in Berührung mit der Weltliteratur, sondern „brachte ihn dazu, sich zu besinnen“. Zudem wurde Graf im Gefängnis auch ermuntert, wieder mit dem Boxen anzufangen.
Am 20. Juli 1984 durfte Graf, der inzwischen in die JVA Ludwigsburg verlegt worden war und dort mit externer Unterstützung des Stuttgarter Amateurboxers und Lokalmatadors Eugen Gruber weitertrainiert hatte, wieder in den Ring steigen. Erstmals konnte sich ein Häftling in Deutschland bei einem Boxkampf bewähren. Er wurde zwar beim Einmarsch in eine Halle auf dem damaligen Stuttgarter Messegelände am Killesberg von Justizbediensteten eskortiert, doch trotz dieser Umstände gelang ihm das Comeback und er schlug den bislang unbesiegten holländischen Schwergewichtler Andre van den Oetelaar in der zweiten Runde k.o., gecoacht von seinen Wärtern und Eugen Gruber. Gegen den noch unbesiegten Thomas Classen gelang ihm drei Monate später in der Frankfurter Festhalle ein Unentschieden über sechs Runden.
Am 9. März 1985 trat Charly Graf in Düsseldorf gegen den Deutschen Meister Reiner Hartmann an. Nach einer Augenbrauenverletzung Hartmanns wurde der Kampf vom Ringrichter in der siebten Runde umstritten abgebrochen. Hartmann lag zu diesem Zeitpunkt auf den Punktzetteln vorn, die Sympathien des Publikums galten aber Charly Graf, der zum Sieger erklärt wurde. Im Revanchekampf drei Monate später gab es ein kontroverses Unentschieden und Graf behielt den Meistergürtel.
Am 29. November 1985 trat er zur Titelverteidigung als Deutscher Meister an und traf dabei erneut auf Thomas Classen, dem er in einer höchst umstrittenen Entscheidung nach Punkten unterlag. Graf trat nach dieser Niederlage frustriert endgültig vom Boxen zurück. Im Jahre 2012 gestand Thomas Classen ein, dass er unverdient gewonnen habe und überreichte Graf 27 Jahre nach dem Kampf die Meisterplakette. Classen sagte in der NDR-Dokumentation Ein deutscher Boxer von Eric Friedler (2012) nach einer aktuellen Sichtung des damaligen Kampfes wörtlich: „Charly ist deutscher Meister“ und bestätigte damit indirekt die Manipulation und Einflussnahme seines damaligen Boxstalls Sauerland Event und die nicht korrekte Entscheidung der Kampfrichter des damaligen Wettkampfes.
Charly Graf wurde während seiner Karriere als Boxer von dem Manager Wolfgang Müller betreut.

#### Erfolge
- Deutscher Jugendmeister der Gewichtheber im Mittelschwergewicht 1969
- Zweiter Platz bei den deutschen Junioren-Meisterschaften im Schwergewicht 1969
- Deutscher Meister im Schwergewicht 1985

### Nach dem Boxen, Familie
Nach seiner Haftentlassung 1988 lebte Graf zwölf Jahre lang in Kempten (Allgäu), wo er in verschiedenen Berufen arbeitete, unter anderem als Lastwagenfahrer und bei einem Viehauktionator. Danach kehrte er nach Mannheim zurück, wo er sich ehrenamtlich an mehreren Schulen als Laienlehrer, unter anderem für schwer erziehbare Jugendliche, engagierte und von Sozialhilfe lebte. Im April 2008 fand Graf eine feste Anstellung bei der Stadt Mannheim als Betreuer für sozial auffällige Jugendliche.
Charly Graf war zweimal verheiratet, beide Ehen wurden geschieden. Er ist Vater von drei Kindern (eins adoptiert). Sein Sohn Charly Graf junior wurde ebenfalls kurzzeitig Profiboxer und absolvierte 1996 vier erfolgreiche Profikämpfe.
Sein Leben beschreibt Charly Graf in seiner 2011 veröffentlichten Autobiografie Kämpfe für dein Leben, die er zusammen mit dem Journalisten Armin Himmelrath schrieb.

## Zitat
„Mein Name ist Charles Graf, ich bin geboren am 16. November 1951 in Mannheim. Die meisten sehen mich als Boxer mit einem beschränkten Horizont. Und für mich sind die Siege, wenn ich sie in ihrer Haltung zerstöre. Neger, Neger! Ich musste immer kämpfen. Es war immer ein Kampf. Für mich war es ein Kampf, einfach, einfach … um klar zu machen, dass ich ein Mensch bin.“

## Veröffentlichungen
- zusammen mit Armin Himmelrath: Kämpfe für dein Leben. Der Boxer und die Kinder vom Waldhof. Patmos Verlag, Ostfildern 2011, ISBN 978-3-8436-0015-6 (Autobiografie; Rezension von Matthias Penzel im Onlinemagazin CULTurMAG).

## Filme
- Sich einfach durchboxen – die keineswegs heile Welt des Charly Graf, Dokumentarfilm von Helmut Fritz, Produktion von 1973 für die Fernseh-Sendereihe Sport unter der Lupe des Südwestfunks, Länge: 30 Minuten
  - Fernseh-Ausstrahlung u. a. im Ersten am 4. Dezember 1973
- Der schwarze Graf (TV-Titel: Bomber Charly – Karriere eines Boxers; DVD-Titel: Schwarzer Graf), Dokumentarfilm von Walter Krieg für Das Erste, Produktion für den BR von 2007, Länge (Fernseh-Version): 75 Minuten (als Kinofilm und DVD: 90 Minuten)[9]
  - Kino-Weltpremiere am 26. November 2011 im Atlantis Kino in Mannheim
  - Fernseh-Erstausstrahlung am 13. April 2008 im Ersten[9]
  - Der schwarze Graf, Fernsehmitschnitt, VHS-Kassette, 75 Minuten, OCLC 553012218
  - Schwarzer Graf, Basis-Film Verleih Berlin, DVD (basisdvd), 90 Minuten
- Ein deutscher Boxer (Verweistitel: Charly Graf – Ein deutscher Boxer), Dokumentarfilm von Eric Friedler für Das Erste, Produktion für den NDR von 2012, Länge: 90 Minuten[8]
  - Fernseh-Erstausstrahlung am 12. Juni 2012 im Ersten[8]
  - Arte Freitag, 26. August (1 Woche online)